# SS Poznan
SS Poznan – statek handlowy o wyporności 8428 ton, zbudowany w 1913 jako jednostka pomocnicza dla US Navy pod nazwą Suwanee. Wycofany ze służby został w 1920 sprzedany Polsko-Amerykańskiemu Towarzystwu Żeglugi Morskiej, gdzie otrzymał nazwę SS Poznan. Statek pływał wówczas pod banderą USA, zaś jego załogę stanowili Polacy i Amerykanie polskiego pochodzenia. Po likwidacji Towarzystwa, w 1922 statek sprzedano Luckenbach SS Co. z Nowego Jorku, gdzie otrzymał nazwę SS Paul Luckenbach.